# ロックランド・コミュニティ・カレッジ
ロックランド・コミュニティ・カレッジ（Rockland Community College）は、アメリカ合衆国ニューヨーク州サファーンにあるコミュニティ・カレッジ。ニューヨーク州立大学のカレッジ・システムのひとつ。
メインキャンパスをサファーンに持つほか、スプリング・バレーにも校舎を構える。